# Omer (Michigan)
Omer ist ein Dorf im Arenac County des US-Bundesstaats Michigan.
Mit einer Einwohnerzahl von 274 Einwohnern (United States Census 2020) und einer Fläche von 3,4 km² ist das Mitte der 1860er Jahre am Rifle River gegründete Dorf das kleinste Dorf des US-Staates. Die Gründer des Dorfes sind George Gorie und George Carscallen. Aus dem ursprünglichen Namen der Stadt (Rifle River Mills) machte Carscallen den Namen Homer. Bis heute ist der Hintergrund dieser Handlung ungewiss. Da es jedoch schon eine Stadt in Michigan mit dem Namen Homer gab, nannte Carscallen das Dorf Omer. Seit 1903 ist Omer offiziell eine City. Omer liegt in der Eastern Standard Time Zone.